# Себекхотеп VII
Себекхотеп VII — фараон Древнего Египта из XIII династии, правивший примерно в 1646—1644 годах до н. э. Также известен как Меркара Себекхотеп.

## Биография и памятники
Себекхотеп VII упоминается в Туринском царском папирусе, согласно которому он наследовал Сеуаджкаре Хори и правил два года, неизвестное количество месяцев и четыре дня. При этом, он является последним правителем XIII династии, имя которого сохранилось в Туринском папирусе. Также этот фараон появляется в Карнакском списке.
Кроме того, в Карнаке обнаружены две статуи Себекхотепа: первая из них ныне хранится в Каирском музее, а вторая — в Лувре.